# Arnaud Siffert
Pour les articles homonymes, voir Siffert.

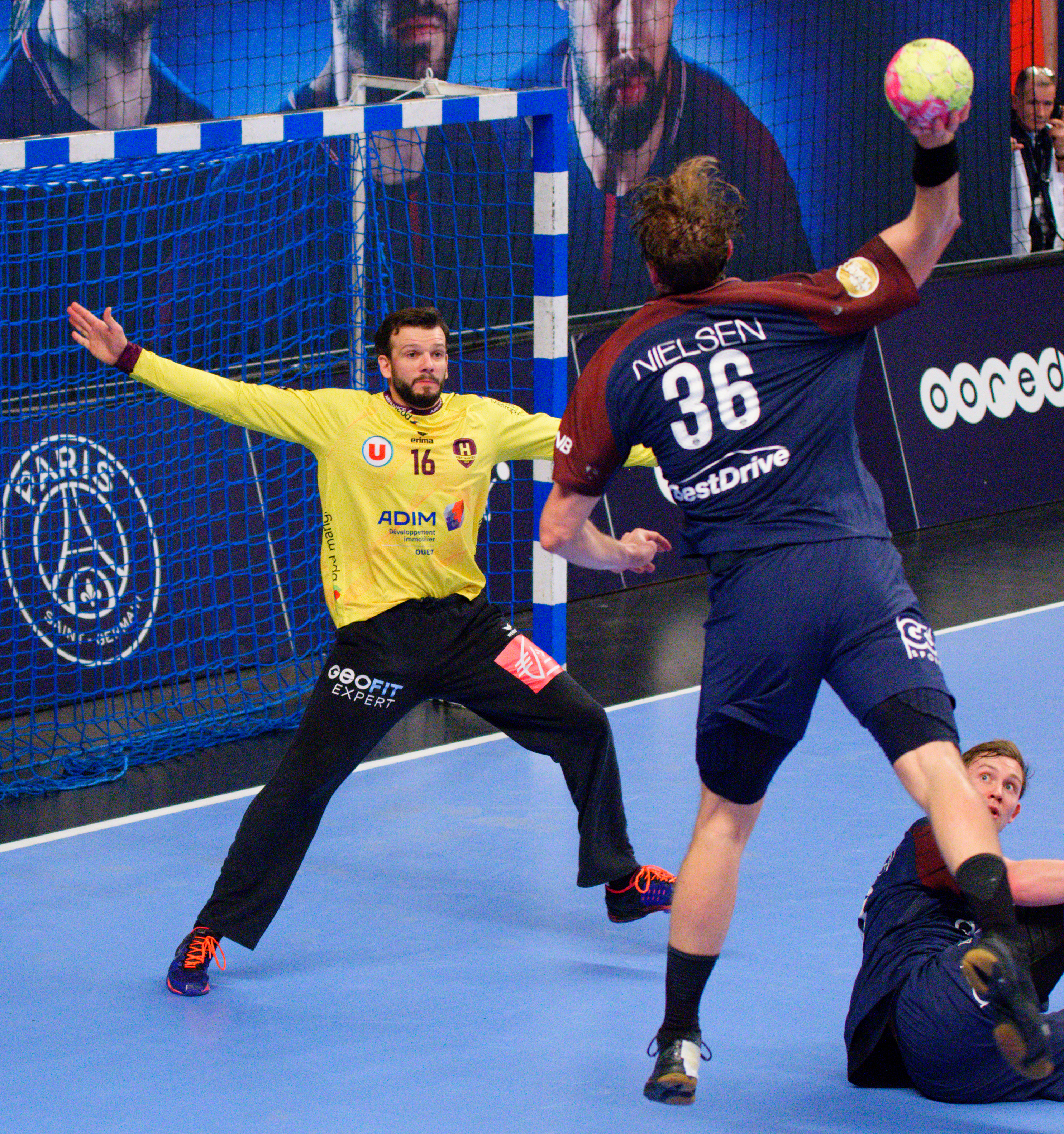
Quart de finale de la Coupe de la Ligue entre le PSG et le HBC Nantes. A Coubertin, le 14 décembre 2017.

Arnaud Siffert, né le 6 décembre 1978 à Longjumeau (Essonne), est un joueur de handball français évoluant au poste de gardien de but.

## Biographie
Alors que son contrat au HBC Nantes doit se terminer à la fin de la saison 2012-2013, Siffert réalise un début de saison moyen et le club décide alors d'engager le slovène Gorazd Škof pour épauler Marouène Maggaiez pour la saison suivante. Le club l'informe en décembre de la situation et, sans rancœur, Siffert réalise une très bonne deuxième moitié de saison, avec notamment la finale de la Coupe EHF.
En juin 2013, il est libéré de sa dernière année de contrat au HBC Nantes et signe une saison au Montpellier Agglomération Handball pour pallier la blessure de Mickaël Robin.
En 2016, il retrouve le HBC Nantes où il met un terme à sa carrière en 2019.

## Palmarès
Compétitions internationales
- Finaliste de la Ligue des champions en 2018
- Finaliste de la Coupe de l'EHF en 2013 et 2014

Compétitions nationales
- Vainqueur de la Coupe de France (3) : 2011, 2016 et 2017
  - Finaliste en 2001
- Vainqueur de la Coupe de la Ligue (2) : 2014, 2016
  - Finaliste en 2005 et 2006, 2013 et 2017
- Vice-champion de France en 2005, 2015 et 2017
- Vainqueur du Trophée des champions (1) : 2017
  - Finaliste en 2016